# کریستوف دوفنر
کریستوف دوفنر (انگلیسی: Christof Duffner؛ زادهٔ ۱۶ دسامبر ۱۹۷۱) اسکی‌باز پرش اهل آلمان بود.